# كبسة زر (فلم)
كبسة زر فيلم روائي سوري للمخرج أيهم عرسان أنتج وعرض عام 2016.

## بطاقة الفيلم
- إنتاج : المؤسسة العامة للسينما بدمشق 
- إخراج : أيهم عرسان
- قصة وسيناريو وحوار: شادي وجد شاهين
- مدير التصوير: باسل سراولجي
- إشراف عام : محمود عبد الواحد
- مدير الإنتاج : سامر رحال
- مهندس الديكور : زياد قات
- الصوت : قصي الحافظ
- فوتوغراف : حسن رسلان
```
- الممثلون : 
رنا شميس
 – 
خالد القيش
 – 
مصطفى سعد الدين
 – 
فاتن شاهين
 – 
ندين قدور
 – الطفل 
جعفر محمود
```

## قصة الفيلم
يتحدث “كبسة زر” عن قسوة ما يمر به السوريون جراء الحرب على وطنهم وما يتعرضون له من خطر وخوف وألم وحزن لكنهم رغم ذلك يتشبثون بالأمل وبالنظرة الإيجابية والتطلع لمستقبل أفضل حيث يسير العمل عبر خطين دراميين متوازيين يتقاطعان في مرحلة لاحقة في صراع بين اليأس والأمل فلمن ستكون الغلبة.
كبسة زر ... مجرد كبسة زر كفيلة أحيانا بتغيير حياة الناس ... تقضي على آمال وأحلام حينا، وتفتح أفقا جديدا في أحيان أخرى، وما بين هاتين الحالتين تنضوي أرواح السوريين في خضم الحرب التي نعيشها، هل نيأس ونستكين؟ أم نحاول النهوض من جديد رغم الألم والتعب ونسير نحو مستقبل نأمل ونعمل أن يكون أفضل؟

## مشاركات وجوائز
- جائزة أفضل سيناريو، مهرجان تهارقا السينمائي الرابع - السودان [2]
- الجائزة الفضية، جائزة أفضل ممثلة للممثلة رنا شميس ، مهرجان واسط - العراق [3]
- جائزة خاصة في مهرجان مزدة السينمائي للأفلام القصيرة - ليبيا[1]
- جائزة أفضل فيلم في مهرجان جامعة بابل - العراق

## وصلات خارجية
- مقالات تستعمل روابط فنية بلا صلة مع ويكي بيانات